# 당블랑쉬
당블랑쉬(Dent Blanche)는 스위스 페나인 알프스에 속하는 해발 4,357m의 계곡에 위치한 산이다. 체르마트의 약 10km 서쪽, 대국적으로는 데랑 계곡(Val d'Hérens), 다니비에 계곡(Val d'Anniviers), 마터 계곡을 나누는 능선이 모여드는 위치에 있다.

## 지리
산 정상에서 4개의 능선이 동서남북으로 뻗어 있다. 북쪽 꼭대기에는 그랑 코르니에 (Grand Cornier, 해발 3,962m)가 있으며, 동등한 사이의 그랑 코르니에 빙하(Glacier du Grand Cornier)는 산의 북동면 정상에 가깝다. 다른 면의 빙하의 위치는 낮고, 프랑스어로 “흰 치아”를 의미하는 산의 이름만큼 하얗지 않다. 원래 당 블랑쉬는 당데랑(Dent d'Hérens)이라고 불렸지만, 지도 제작자의 경험 부족과 지역에 따라 산을 부르는 명칭이 다르기 때문에 19세기 중반까지 약 7km 남쪽에 있는 현재의 당데랑과 혼동을 했다. 현재 당 데랑의 위치에 당 블랑쉬로 쓰여진 오래된 지도도 있다.
남쪽 능선은 다른 곳에 비하면 경사가 느슨하다. 남동쪽 면에서 남쪽을 따라 남하하는 쇤빌 빙하(Schönbielgletscher)는 츠무트 빙하에 합류하고, 빙하에서 녹아내린 물은 츠무트, 체르마트, 피스프를 지나 론강에 합류한다.

## 역사
첫등정은 1862년 7월 18일, 토마스 스튜어트 케네디(Thomas Stuart Kennedy), 윌리엄 위그램(William Wigram), C. 위그램, 가이드 크로츠(Jean-Baptiste Croz)와 J. 크로니히(J. Kronig) 파티는 강한 바람과 눈이란 악천후 중, 남부와 남서면을 경유하여 산정에 도달했다.